# Ralston (Nebraska)
Pour les articles homonymes, voir Ralston.
La ville américaine de Ralston est située dans le comté de Douglas, dans l’État du Nebraska. Sa population s’élevait à 5 943 habitants lors du recensement de 2010.